# Acropora branchi
Espèce
Statut de conservation UICN

 DD  : Données insuffisantes
Statut CITES
Acropora branchi est une espèce de coraux appartenant à la famille des Acroporidae.